# 策纳伊·帕尔
策纳伊·帕尔（匈牙利語：Csernai Pál，1932年10月21日—2013年9月1日）是一名匈牙利前足球运动员及教练。作为一名教练，他曾用两年的时间率领拜仁慕尼黑重返德甲巅峰，并赢得了1980年、1981年的德国足球冠军以及1982年的德国杯冠军。此外，他还率领本菲卡赢得了1985年的葡萄牙杯冠军。策纳伊在德国执教期间率先引入如今十分普遍的区域防守战术，成为德国足球的一位里程碑式人物。